# Zézé Gamboa
José Augusto Octávio Gamboa dos Passos (Luanda, 31 d'octubre de 1955), conegut com a Zézé Gamboa, és un director de cinema i enginyer de so angolès.

## Biografia
Va néixer a Luanda el 1955. Entre 1974 i 1980 va dirigir les notícies de la Televisão Pública de Angola. El 1984 se'n va cap a París on es va formar com a enginyer de so. Seguidament va treballar principalment en el cinema de Portugal, i va fer films com ara Balada da Praia dos Cães (de José Fonseca e Costa, 1987) o Terra Estrangeira (de Walter Salles i Daniela Thomas, 1996).
El curtmetratge Mopiopio, un documental realitzat el 1991, va ser la seva primera obra com a realitzador. Després de fer alguns documentals i curtmetratges, el 2004 va dirigir O Herói, que va llançar el seu nom com a realitzador en el món del cinema d'autor. La pel·lícula fou presentada en alguns festivals internacionals on va guanyar alguns premis, entre ells el World Dramatic Competition del Festival de Sundance 2005, el premi del públic al festival de cinema de Nantes 2004, i el premi de millor pel·lícula al Pan-African Film Festival de Los Angeles.
Zézé Gamboa és considerat internacionalment com una referència del cinema d'Angola.
La seva pel·lícula O Grande Kilapy de 2012, fou nominada a Portugal per a millor film als Globos de Ouro de 2015 i als Premis Sophia. Va passar per alguns festivals internacionals, entre ells el Festival Internacional de Cinema de Toronto i el Festival Internacional de Cinema de Dubai. A Portugal va guanyar un premi al Caminhos do Cinema Português a Coïmbra i al Festival de Cinema Itinerant de la Llengua Portuguesa a Lisboa.

## Filmografia
- O Grande Kilapy (2012)
- Bom Dia, África (2009, cm)
- O Herói (2004)
- O Desassossego de Pessoa (2002, cm)
- Burned by Blue (2001, doc., cm)
- Dissidence (1998, doc.)
- Mopiopio (1991, doc.)